# Asterisk
Asterisk - oprogramowanie centrali telefonicznej PBX serwera VoIP na licencji GPL. 
Jego twórcą jest Mark Spencer i firma Digium, którzy na potrzeby programu stworzyli protokół IAX jako alternatywę dla skomplikowanego SIP. Asterisk jest także macierzystym środowiskiem protokołu wykrywania usług VoIP dostępnych na danym węźle o nazwie DUNDi, który ma być alternatywą dla ENUM w architekturze P2P.
Nazwa „Asterisk” (z ang. „gwiazdka”) wywodzi się od powszechnie używanego w informatyce symbolu „*”.

## Cechy Asteriska
- działa pod kontrolą systemów operacyjnych MS Windows, Linux, BSD i Mac OS X
- obsługa protokołów SIP, IAX, H.323, ADSI, MGCP, SCCP
- obsługa kart produkowanych przez firmę Digium pracujących w sieciach PSTN i ISDN
- obsługa kart rozszerzeń innych producentów np. Junghanns.NET (sloty PCI)
- telekonferencje
- poczta głosowa
- obsługa IVR
- obsługa LCR
- obsługa kolejkowania rozmów
- nagrywanie rozmów
- informacje o połączeniach zapisywane są jako Call Detail Record
- możliwa współpraca z popularnymi bazami danych, np. MySQL, PostgreSQL